# پانگرام
حروف جمع یا پانگرام (به انگلیسی: Pangram) جمله‌ای است که در آن از تمام حروف الفبای یک زبان خاص استفاده شود. در این جمله هر حرف باید دست کم یکبار دیده شود. پانگرام ممکن است به دلایل مختلفی مورد توجه قرار گیرد از جمله برای نمایش حروف یک فونت خاص، تمرین خطاطی یا امتحان تجهیزات خاص. به دلیل فراوانی نایکسان حروف صدادار و بی صدا در واژگان هر زبان، ساختن پانگرام‌های کوتاه کاری دشوار است.

## نمونه‌ها
- انگلیسی: The quick brown fox jumps over the lazy dog
- فرانسه: Portez ce vieux whisky au juge blond qui fume
- کردی کرمانجی: Cem vî Feqoyê pîs zêdetir ji çar gulên xweşik hebûn
- ابجد (عربی): أبجد هوَّز حُطّی کلَمُن سَعْفَص قُرِشَت ثَخَدٌ ضَظَغ
- فارسی: بر اثر چنین تلقین و شستشوی مغزی جامعی، سطح و پایهٔ ذهن و فهم و نظر بعضی اشخاص واژگونه و معکوس می‌شود.
- فارسی: در صورت حذف این چند واژه غلط به شکیل، ثابت و جامع‌تر ساختن پاراگراف شعر از لحاظ دوری از قافیه‌های اضافه کمک می‌شود.
- فارسی: نظامیانِ رژیم—بکتاش جعفری، خشایار چنگیزی، صابر ذبیح‌پور، و غلامرضا طهمورث—سقط شدند.
- فارسی: ‏‎فقط صورت غلامرضا دژاگه، پدرزن کثیرالجهاد ذبیح شمس‌الواعظین چرخید.
- فارسی: ‏‎‎‎ضحاک ژنده‌پوش، غازچرانِ خبیثِ عصمت‌السلطنه ظفرقندی جذام گرفت.